# Damn Small Linux
Damn Small Linux (DSL) – dystrybucja Linuksa typu Live CD oparta na wersji dystrybucji Knoppix zaprojektowanej aby zmieściła się na płycie CD wielkości wizytówki. Zajmuje niecałe 50 MB, jest zoptymalizowana pod platformę i386. 
Menedżerem okien w tej dystrybucji są zarówno JWM, jak i fluxbox (domyślnym jest ten pierwszy). Dystrybucja korzysta z własnego menedżera pakietów MyDSL i formatu.dsl oraz.uci i.unc, w których dostępne są m.in. OpenOffice.org, GIMP, Skype czy Opera. Po instalacji na dysku twardym możliwe jest odblokowanie menedżera apt i wykorzystanie pakietów .deb charakterystycznych dla Debiana.
Wersja z 2024 roku zajmuje 700 MB.

## Minimalne wymagania w środowisku x-window
- i386
- 24 MB RAM

## Programy zawarte w tej dystrybucji
- Przeglądarki internetowe:

1. Dillo
2. Links – przeglądarka pracująca w trybie tekstowym
3. Firefox

- Edytor tekstu – FLWriter
- Edytory:

1. Beaver
2. Vim – rozbudowany edytor Vi
3. Nano – klon Pico

- Email – Sylpheed
- Edytory grafiki:

1. Xpaint
2. xzgv

- Menedżer plików – emelFM
- Menedżery okien:

1. Fluxbox
2. JWM

- Komunikator – Naim (obsługuje protokoły AIM, ICQ, IRC)
- VoIP – Gphone
- Arkusz kalkulacyjny – SIAG (ang. Scheme In A Grid)
- Odtwarzacz audio – XMMS (odtwarza mp3, ogg, mpeg, CD-audio)
- PDF – Xpdf
- Pozostałe ważne:

1. ssh, sshd
2. betaftpd – szybki daemon FTP
3. SQLite – mały i szybki silnik bazy danych SQL
4. MS Office Viewer – przeglądarka dokumentów MS Office
5. Postscript Viewer – przeglądarka dokumentów postscriptowych
6. AxY FTP
7. Telnet client
8. Microcom – emulator terminala szeregowego
9. Midnight Commander
10. Bash Burn – program do nagrywania płyt
11. VNCviewer
12. Rdesktop – klient protokołu RDP

## Uruchamianie DSL wewnątrz Windowsa
Istnieje możliwość uruchomienia Damn Small Linuksa w Windowsie. Należy pobrać plik dsl-embedded, rozpakować go, oraz uruchomić plik dsl-base.bat. Spowoduje to uruchomienie DSLa w wirtualnej maszynie (QEMU).